# Château de Villeneuve (Essey)
Pour les articles homonymes, voir Château de Villeneuve.
Le château de Villeneuve est un château moderne situé à Essey (Côte-d'Or) en Bourgogne-Franche-Comté .

## Localisation
Le château est implanté à la sortie nord-est du village, en rive nord de la RD 115.

## Historique
Pendant tout le Moyen Âge la "maison fort de Villa Nova avec fossés" change souvent de propriétaire. Dès 1278, Girard de Chastains la reprend d'Etienne de Mont-Saint-Jean. En 1366, Girard de la Tour, seigneur de Mont-Saint-Jean, la tient à nouveau. Elle passe ensuite à Huot de Pontailler qui la revend à Renault de Turcenay avant qu’elle ne revienne à Gui de Pontailler[réf. souhaitée].
En 1591, lors du rassemblement de troupes royalistes pour essayer de prendre Autun, le régiment du sieur de Cruzille stationne à Essey et au château de Villeneuve.  En 1635, celui-ci se compose de deux corps de logis, pont-levis, bâtiments, parc et le tout clos de murailles. En 1691, "Villeneuve consiste en maison forte et château, composé de trois grands corps de logis attenant les uns aux autres, fossoyés, avec pont levis". Pour l’abbé Courtépée en 1748 : le comte de Blet a embelli le château de Villeneuve, flanqué de six tours, au milieu de deux belles pièces d'eau[réf. souhaitée]. A partie de 1855, la famille de Champeaux entreprend une restauration générale de l'édifice

## Architecture
Entouré d'un large fossé franchi au sud par un pont dormant, le logis se compose de trois corps de bâtiment : un corps central au nord, une aile en retour d'équerre à l'ouest et une aile à 45° à l'est. Il est flanqué sur les angles extérieurs de quatre tours hexagonales et d’une autre tour hexagonale demi-hors-œuvre un peu plus haute au centre de la façade nord du corps central. De part et d'autre du portail qui donne accès à la cour, trois bâtiments de plan allongé constituent les communs[réf. souhaitée].
Dans la partie orientale du sous-sol du bâtiment central se trouve une salle couverte de voûtes d'ogives reposant au centre sur deux piliers de section octogonale et du côté des murs sur des culots sculptés de têtes d'homme et d'animal. Le grand salon du rez-de-chaussée du corps central est pourvu d'une cheminée monumentale à décor sculpté et peint[réf. souhaitée].

## Valorisation du patrimoine
Le château accueille l'Institut médico éducatif du château de Villeneuve.